# ISO 3166-2:SO
ISO 3166-2 données pour la Somalie
(depuis en:ISO 3166-2:SO)

## Régions (18)
```
SO-AD  
Awdal

SO-BK  
Bakool

SO-BN  
Banaadir

SO-BR  
Bari

SO-BY  
Bay

SO-GG  
Galguduud

SO-GD  
Gedo

SO-HR  
Hiiraan

SO-JD  
Jubbada Dhexe

SO-JH  
Jubbada Hoose

SO-MD  
Mudug

SO-NG  
Nugaal

SO-SG  
Sanaag

SO-SD  
Shabeellaha Dhexe

SO-SH  
Shabeellaha Hoose

SO-SL  
Sool

SO-TG  
Togdheer

SO-WG  
Woqooyi Galbeed
```